# Auligk
Auligk ist ein Ortsteil der Stadt Groitzsch in Sachsen. Am 1. Januar 1994 wurde eine Verwaltungsgemeinschaft aus den vier Gemeinden Auligk, Audigast, Berndorf und Großstolpen gebildet, die am 1. Januar 1996 nach Groitzsch eingemeindet wurden.

## Geographie
Auligk liegt direkt an der Grenze zu Sachsen-Anhalt zwischen Groitzsch und Zeitz, unweit der Weißen Elster. Die nächsten Orte sind die ebenfalls zu Groitzsch gehörenden Kleinprießligk und Michelwitz, und das zur Gemeinde Elsteraue gehörende Minkwitz.
Auf den fruchtbaren Böden rund um Auligk wird schon lange Ackerbau betrieben, sehr große Felder und Wiesen beherrschen diese Gegend. Die Gegend ist geprägt von den flachen Landschaftsformen, wie sie in der Norddeutschen Tiefebene vorherrschend sind. Hier geht die Ebene allmählich zur Mittelgebirgsschwelle über, was man an leichten Hügeln in der Umgebung bemerkt.

## Geschichte

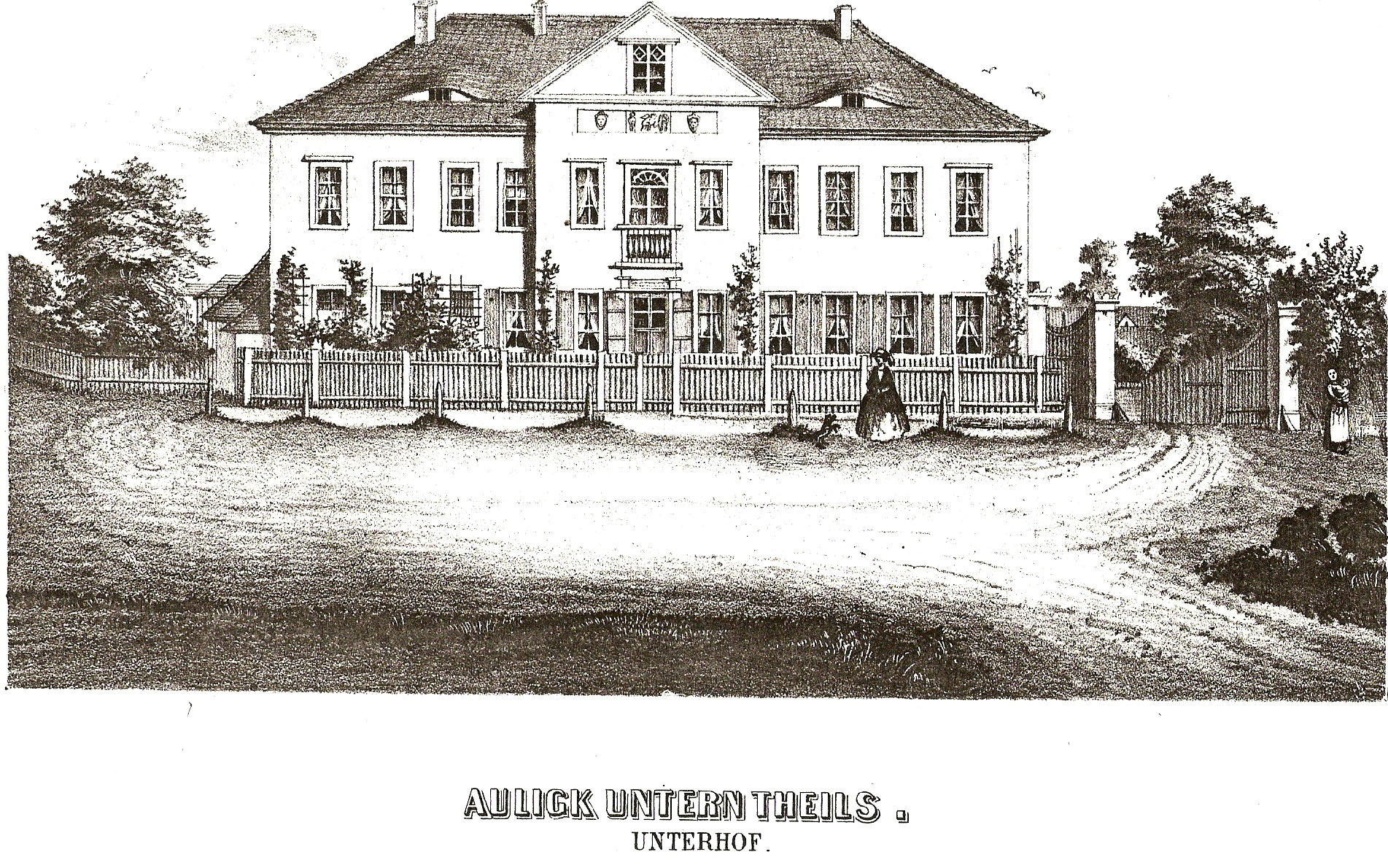
Ansicht Rittergut Auligk untern Theils

Auligk wurde um 1210 als „Vlok“ genannt. Eine Besonderheit des Dorfs war, dass im Mittelalter durch den Ort die Grenze zwischen den Bistümern Naumburg-Zeitz und Merseburg verlief. Dadurch trennte Auligk über Jahrhunderte auch eine politische Grenze. Aus dieser Zeit stammt ein steinernes Sühnekreuz, welches sich heute allerdings nicht mehr an seinem originalen Standort befindet.
Bereits seit 1191 ist in Auligk ein Herrensitz nachgewiesen. Um 1367 existierte im Ort ein Rittersitz, 1548 wurden bereits zwei Rittergüter erwähnt. Dies waren das Rittergut Oberauligk in Oberauligk und das Rittergut Auligk in Unterauligk, welches 1603 in das Rittergut obern Theils und das Rittergut untern Theils getrennt wurde. Ober- und Unterauligk wurden durch die Grenze des Rotengrabengerichts zweigeteilt. Diese verlief auf dem durch Auligk führenden Weg von Profen nach Langendorf.
Oberauligk mit dem Rittergut Oberauligk gehörte zum stiftischen Anteil des Bistums Zeitz. Unterauligk mit den Rittergütern obern und untern Theils und der Kirche gehörte aufgrund der Vergabe von neun Hufen Land am 6. Mai 1210 an den Markgrafen von Meißen, Dietrich den Bedrängten, zur
Markgrafschaft Meißen und in der Folge zum albertinischen Sachsen, das seit der Wittenberger Kapitulation 1547 Kurfürstentum Sachsen hieß.
Oberauligk lag bis 1815 im Amt Zeitz, das als Teil des Hochstifts Naumburg-Zeitz seit 1561 unter kursächsischer Hoheit stand und zwischen 1656/57 und 1718 zum Sekundogenitur-Fürstentum Sachsen-Zeitz gehörte. Das schriftsässige Rittergut Oberauligk besaß in Oberauligk die Patronatsrechte und die obere und niedere Gerichtsbarkeit. Ihm unterstanden weiterhin Teile der Orte Minkwitz und Traupitz, Lehnsbesitzer waren u. a. die Familie von Stöntzsch (1403–1523), der bischöflich-naumburgische Statthalter Eberhard vom Thor (16. Jh.), die Familien von Kayn (1629–1712), von Neitschütz (1662), von Schulenburg, von Helldorff, Frau von Einsiedel (1729). Später wurden die Familien Spindler, Gutbier und Heinze (1924) als Besitzer genannt. Das Gutshaus wurde im Jahr 2000 abgerissen.

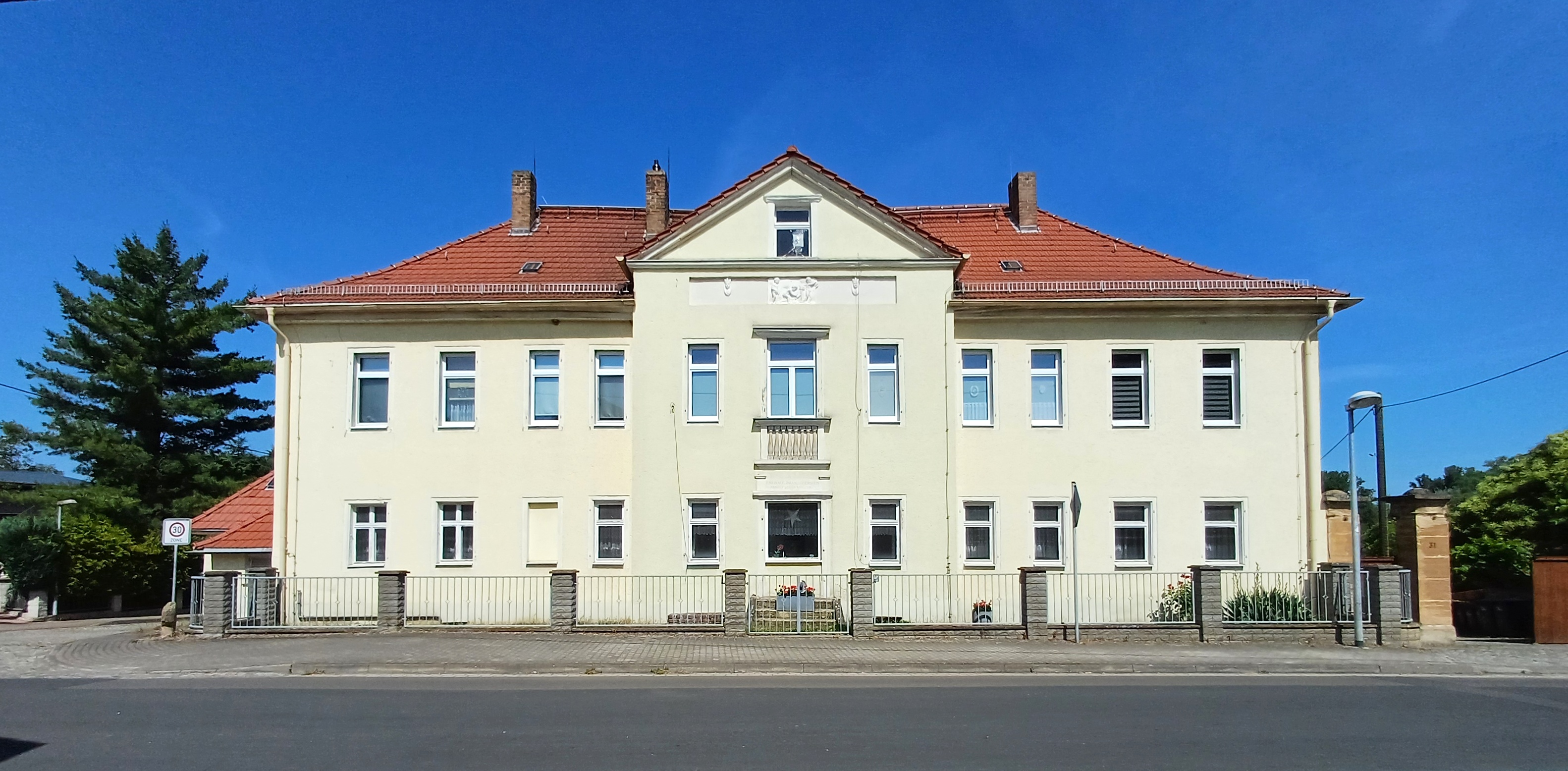
Auligk untern theils (2025)
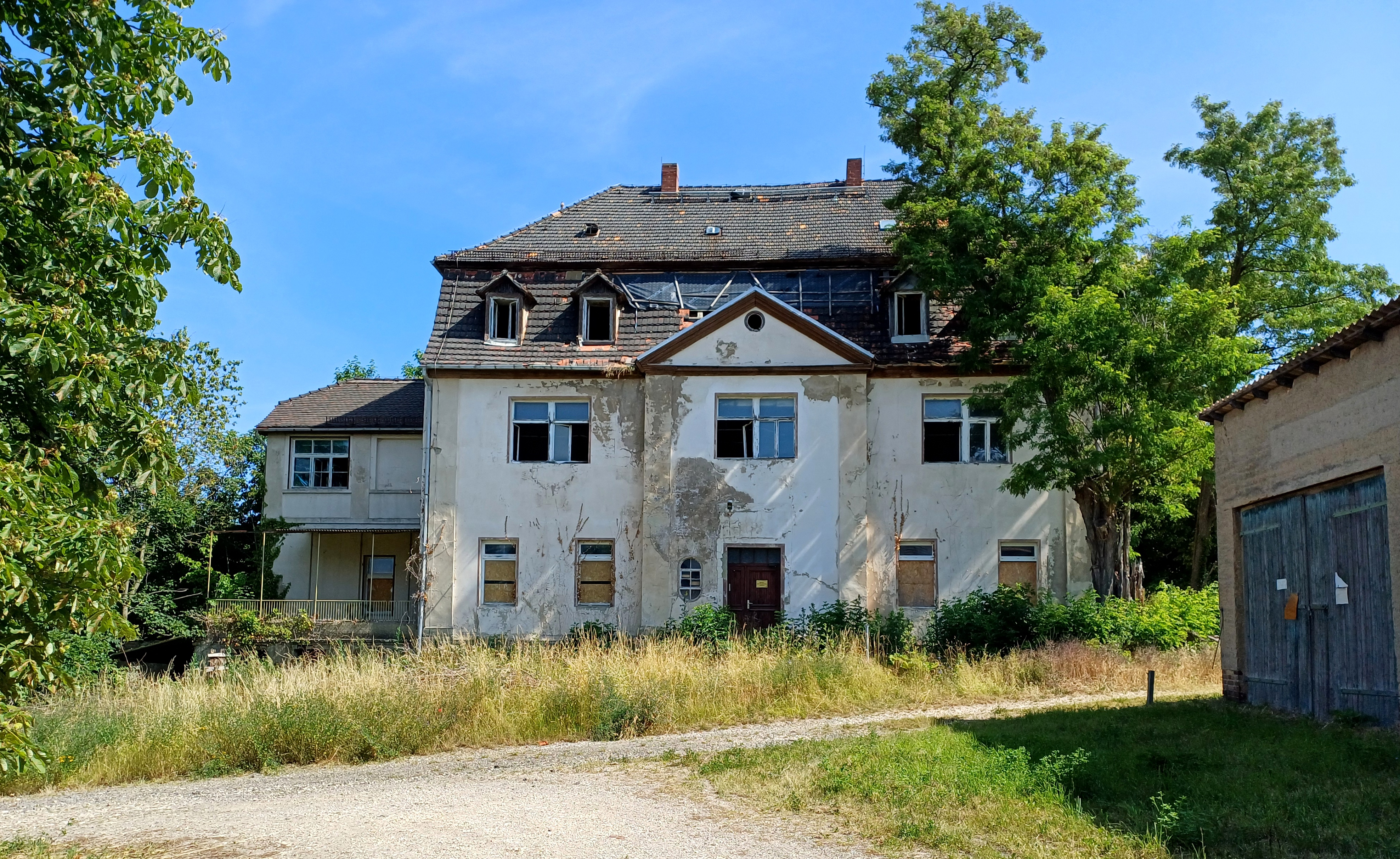
Auligk obern theils (2025)

Unterauligk mit der Kirche gehörte zum kursächsischen bzw. königlich-sächsischen Amt Pegau. Die Grundherrschaft über Unterauligk lag beim schriftsässigen Rittergut Auligk, das 1603 von den Brüdern von Raschko in den Ober- und Unterteil getrennt wurde. Das Rittergut Auligk untern Teils war seit 1639 im Besitz der Familie von Görschen. Friedrich August Emmanuel von Görschen ließ 1810 das klassizistische Herrenhaus errichten, sein Schriftzug befindet sich noch heute auf dem Türsturz des Haupteingangs. 1929 ging der untere Teil an die Familie Finke über. Heute wird das sanierte Gut als Wohnhaus genutzt. Das Rittergut Auligk oberen Teils gehörte um 1924 einer Familie Schindler. Zu Zeiten der DDR bis 2001 wurde es als Kindergarten genutzt.
Nach der Niederlage Napoleons und des mit ihm verbündeten Königreichs Sachsen musste das Königreich Sachsen nach Beschluss des Wiener Kongresses im Jahr 1815 einen großen Teil seines Gebietes an das Königreich Preußen abtreten. Das Amt Zeitz, zu dem bisher auch Oberauligk gehörte, wurde dabei der preußischen Provinz Sachsen angegliedert. Aufgrund der zwischen den Königen von Preußen und Sachsen getroffenen Hauptkonvention zum Friedenstraktat des Jahres 1815 wurde festgelegt, dass Ober- und Unterauligk samt zugehörigen Fluren beim Königreich Sachsen verbleiben. Dadurch wurde seitdem auch der ehemals stiftische Anteil durch das Amt Pegau verwaltet. Änderungen traten jedoch beim Kirchspiel Auligk ein, was auch Auswirkungen auf die Schulzugehörigkeit der Nachbarorte hatte. Nach Auligk waren die Orte Kleinprießligk, Könderitz, Minkwitz und Traupitz gepfarrt. Da aber die letzten drei Orte zum Hochstift Zeitz gehörten, waren sie von der 1815 erfolgten Abtretung an Preußen betroffen. Dadurch blieb neben Auligk nur das sächsische Kleinprießligk nach Auligk eingepfarrt. Kirche, Pfarre und Schule von Auligk gehörten zum Hochstift Zeitz, welches nun in Preußen lag. Dadurch wurde die Pfarre Auligk der Inspektion in Pegau unterstellt.
Im Jahr 1831 wurden „Auligk, Oberhof“, „Auligk, untern Theils“ und „Auligk, obern Theils“ noch getrennt voneinander aufgeführt. Ab 1856 gehörte Auligk zum Gerichtsamt Pegau und ab 1875 zur Amtshauptmannschaft Borna. Am 1. September 1948 erfolgte die Eingemeindung von Kleinprießligk, Löbnitz-Bennewitz, Gatzen und Saasdorf. 1952 wurde Auligk dem Kreis Borna im Bezirk Leipzig zugeteilt. Das Gemeindegebiet vergrößerte sich am 1. Juli 1973 durch die Eingemeindung von Methewitz (mit den Ortsteilen Käferhain und Nöthnitz) und Michelwitz (mit den Ortsteilen Maltitz, Pautzsch und Zschagast). Durch den Tagebau Groitzscher Dreieck (1974–1991) wurde 1981 der Ortsteil Zschagast und 1985/86 der Ortsteil Käferhain devastiert.
Auligk kam 1990 zum sächsischen Landkreis Borna und 1994 zum Landkreis Leipziger Land. Durch die am 1. Januar 1996 erfolgte Eingemeindung von Auligk nach Groitzsch wurden die zehn bestehenden Orte der Gemeinde Auligk Ortsteile der Stadt Groitzsch.

### Eingemeindungen
| Ehemalige Gemeinde | Datum             | Anmerkung                                                                                      |
| ------------------ | ----------------- | ---------------------------------------------------------------------------------------------- |
| Auligk             | 1. Januar 1996    | Eingemeindung nach Groitzsch                                                                   |
| Bennewitz          | 14. Juni 1895     | Zusammenschluss zu Löbnitz-Bennewitz                                                           |
| Gatzen             | 1. September 1948 | Eingemeindung nach Auligk                                                                      |
| Käferhain          | 1. Oktober 1948   | Eingemeindung nach Methewitz, 1985–1986 durch Braunkohlentagebau Groitzscher Dreieck beseitigt |
| Kleinprießligk     | 1. September 1948 | Eingemeindung nach Auligk                                                                      |
| Löbnitz            | 14. Juni 1895     | Zusammenschluss zu Löbnitz-Bennewitz                                                           |
| Löbnitz-Bennewitz  | 1. September 1948 | Eingemeindung nach Auligk                                                                      |
| Maltitz            | 1. Oktober 1948   | Eingemeindung nach Michelwitz                                                                  |
| Methewitz          | 1. Juli 1973      | Eingemeindung nach Auligk                                                                      |
| Michelwitz         | 1. Juli 1973      | Eingemeindung nach Auligk                                                                      |
| Nöthnitz           | 1. Oktober 1948   | Eingemeindung nach Methewitz                                                                   |
| Pautzsch           | 1. Oktober 1948   | Eingemeindung nach Michelwitz                                                                  |
| Saasdorf           | 1. September 1948 | Eingemeindung nach Auligk                                                                      |
| Zschagast          | 1. Oktober 1948   | Eingemeindung nach Michelwitz, 1981 durch Braunkohlentagebau Groitzscher Dreieck beseitigt     |

## Sehenswürdigkeiten

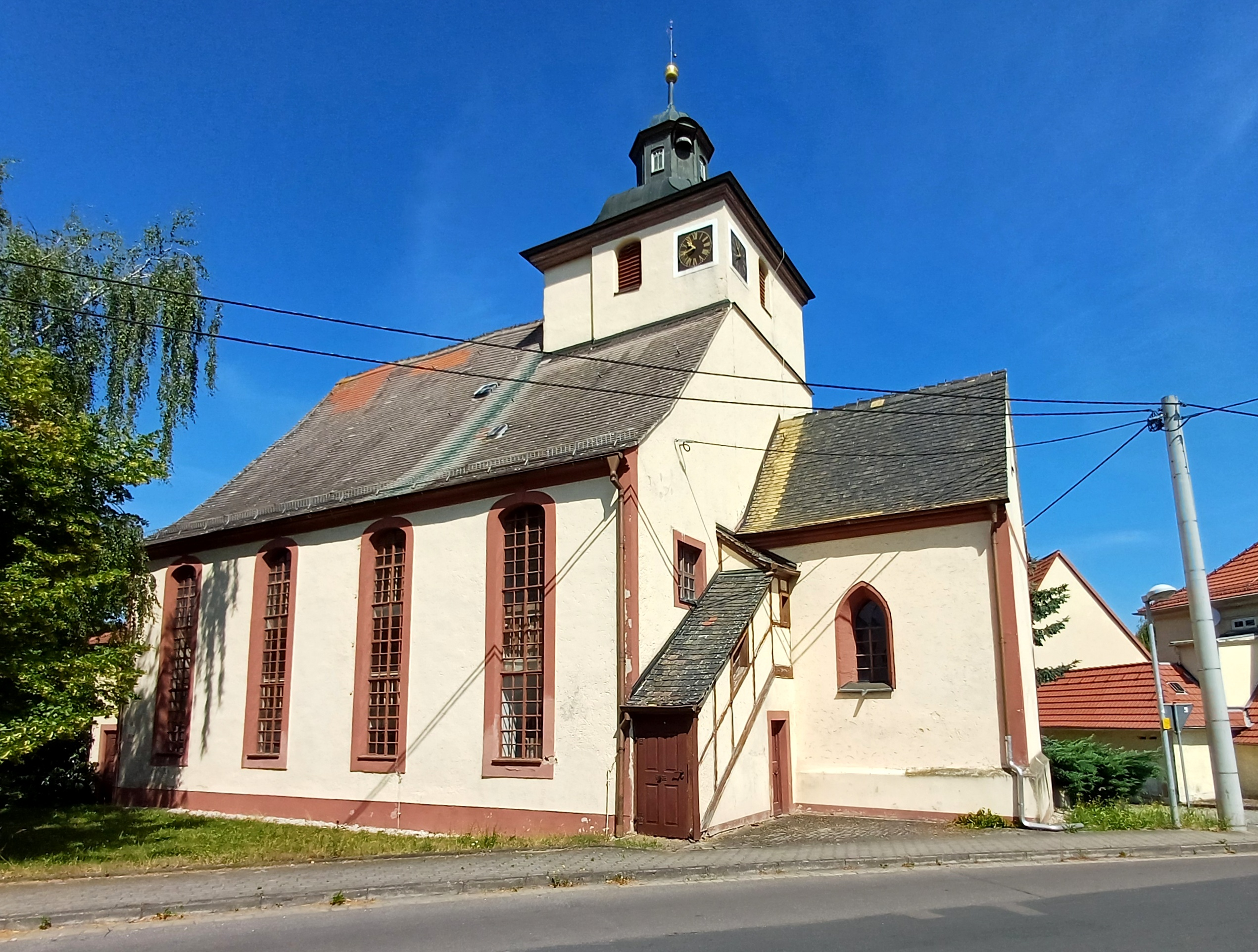
Dorfkirche in Auligk

Auligk hat drei zum Teil noch bewirtschaftete Rittergüter und eine gute Anzahl an historischen ländlichen Gebäuden, darunter typische Drei- und Vierseithöfe. Im Ort befindet sich ein mittelalterliches Steinkreuz.
Die Dorfkirche wurde im Jahr 1107 erstmals erwähnt. Hier befindet sich auch das Pfarrhaus der evangelisch-lutherischen Kirchgemeinde Auligk-Michelwitz-Gatzen. Der heutige Altarraum mit der Patronatskapelle ist der älteste Teil der Kirche. Mehrfach wurde sie umgebaut, so entstand in mehreren Etappen auch ihr Schiff. Das lebensgroße Kruzifix stammt aus dem Jahr 1500. Der Altar wurde im Jahre 1639 von der Familie von Ponickau gestiftet und 2006/07 restauriert. Auf ihm sind zwei Bilder zu sehen, eines mit dem Heiligen Abendmahl, das andere zeigt die Stifterfamilie. Diese wurde auch in der Kirche beigesetzt. Ein Teil des Inventars, unter anderem Kruzifix und Leuchter, stammen aus der Zeit einer Komplettrenovierung im Jahre 1702.

## Verkehr
Die Bundesstraße 2 Richtung Leipzig und Zeitz ist bei Reuden in etwa 7 km Entfernung erreichbar, zur Bundesstraße 176 Richtung Borna sind es ebenfalls 7 km. Die nächsten Bahnhöfe befinden sich in Pegau oder Zeitz.

## Umgebung
Ulrike von Levetzow (1804–1899), die letzte Liebe Goethes, wurde nicht weit entfernt, im Ort Löbnitz geboren, wo sich auch ein ihr zu Ehren gewidmetes Bodendenkmal befindet. Ihre Taufe fand in der Gatzener Kirche statt. Die Gegend bietet gute Möglichkeiten für ausgedehnte Rad- und Wandertouren. Die Städte Groitzsch, Pegau oder Zeitz können gut erreicht werden und empfehlen sich für eine Besichtigung.